# Scaphium parviflorum
Scaphium parviflorum är en malvaväxtart som beskrevs av P.Wilkie. Scaphium parviflorum ingår i släktet Scaphium och familjen malvaväxter. Inga underarter finns listade i Catalogue of Life.